# Estrilda caerulescens
L'astrilde coda d'aceto, anche nota col nome di codaceto (Estrilda caerulescens (Vieillot, 1817)) è un uccello passeriforme della famiglia degli Estrildidi.

## Descrizione

### Dimensioni
Misura fino a 10 cm di lunghezza, per un peso che va dai 6,5 ai 9,2 grammi.

### Aspetto

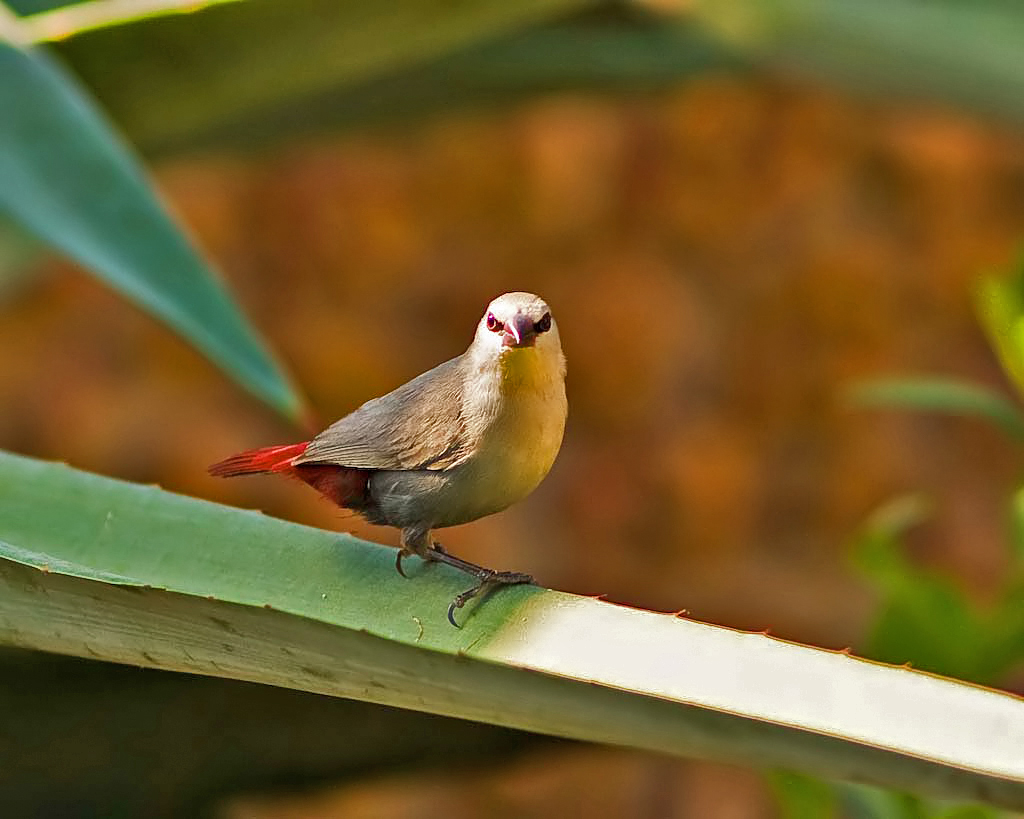
Codaceto in Gambia.

Si tratta di uccelletti dall'aspetto massiccio, muniti di corte ali arrotondate e di un forte e tozzo becco conico.

La colorazione è uniformemente di colore grigio ardesia con sfumature bluastre (da cui il nome scientifico della specie, che deriva dal latino e significa "tendente all'azzurro") particolarmente evidenti su ali, testa e fianchi (dove sono inoltre presenti rade maculature biancastre), mentre gola, fronte e e petto appaiono più chiari: caratteristica della specie è la colorazione rosso-vinaccia di codione, coda e sottocoda, che ha fruttato a questi uccelli il proprio nome comune. Dai lati del becco parte una sottile banda nera che raggiunge gli occhi, formando una piccola mascherina. Gli occhi sono di colore bruno-rossiccio, il becco è nerastro con base violacea, le zampe sono di color carnicino. La colorazione è simile nei due sessi.

## Biologia

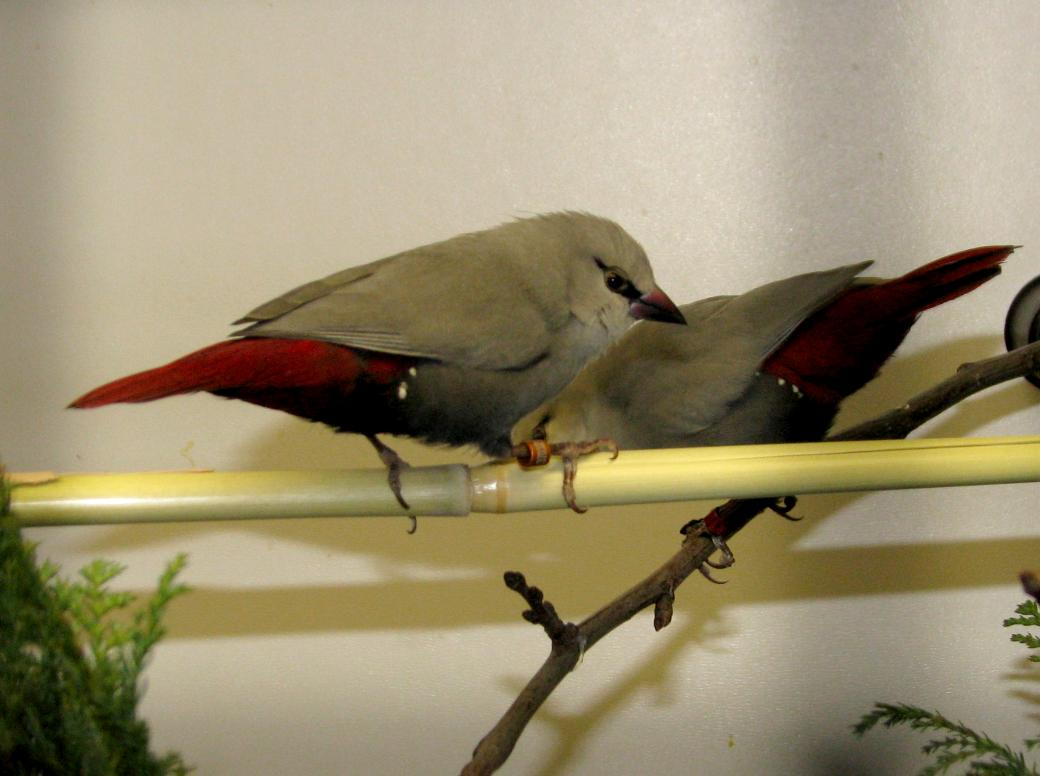
Coppia di codaceto in voliera.

Si tratta di uccelli diurni e molto vivaci, dalle abitudini gregarie, che si muovono in gruppetti che generalmente contano meno di dieci individui, ma possono arrivare a comprenderne anche 20-30, a volte associandosi a stormi di altre specie affini come il cordon blu ed il becco di corallo, coi quali il codaceto può condividere anche i dormitori notturni, sebbene questi uccelli durante la notte tendano a piazzarsi più in alto fra i rami rispetto alle due specie sopracitate. Durante il giorno, i vari componenti del gruppo si sparpagliano al suolo alla ricerca di cibo.

### Alimentazione

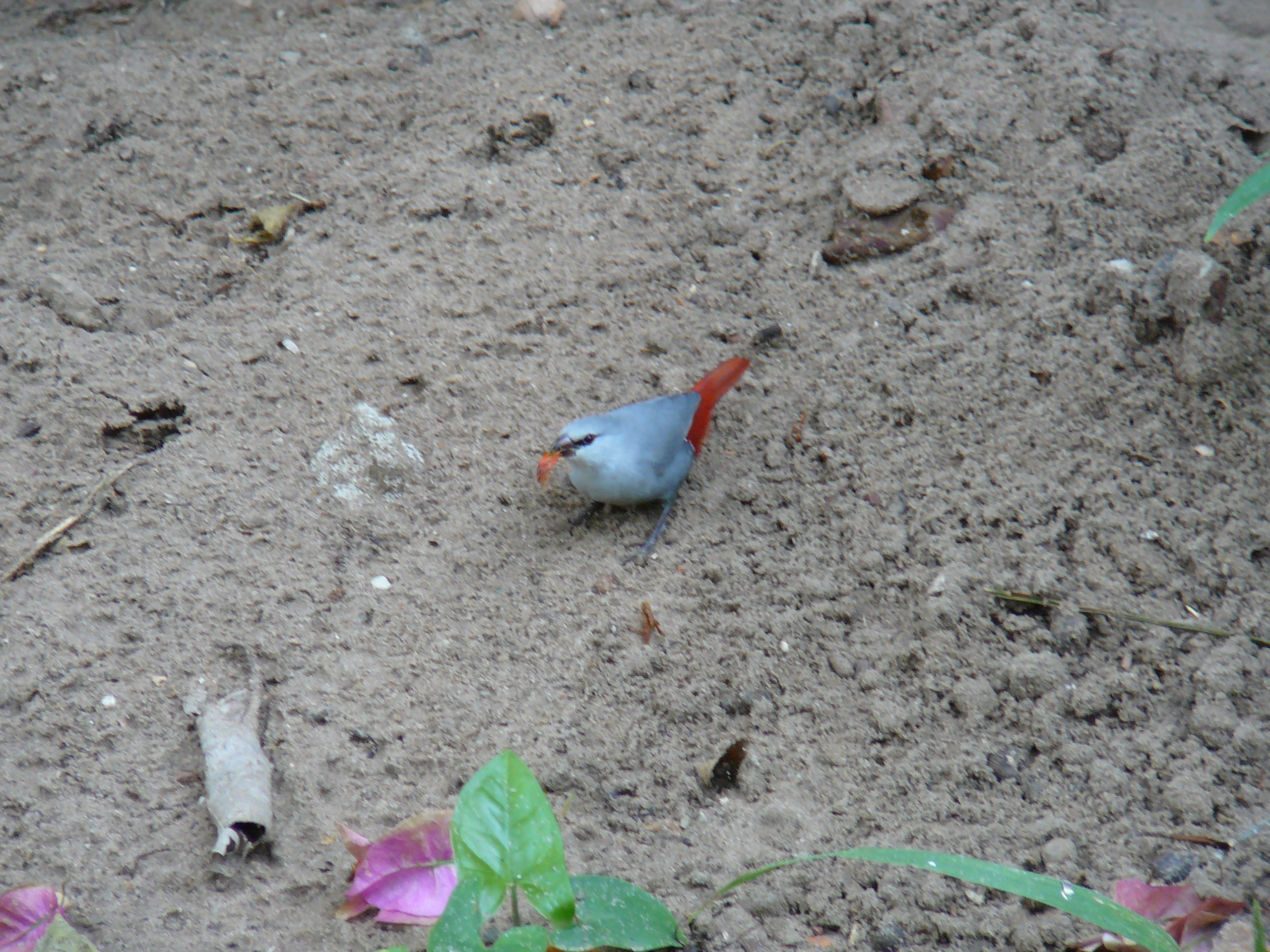
Un esemplare al suolo in Gambia.

I codaceto sono uccelli principalmente granivori, che si nutrono perlopiù di semi di graminacee, spesso raccolti ancora immaturi direttamente dalle spighe: questi uccelli integrano inoltre la propria dieta con bacche, frutta, germogli e sporadicamente anche insetti.

### Riproduzione
Il periodo riproduttivo varia a seconda dell'areale di distribuzione, estendendosi generalmente però fra agosto ed ottobre: il maschio corteggia la femmina tenendo nel becco una pagliuzza e saltellandole attorno, emettendo al contempo il proprio canto, ed essa gli segnala la disponibilità all'accoppiamento accovacciandosi e spostando lateralmente la coda.
Ambedue i sessi collaborano alla costruzione del nido, che consiste in una struttura sferica di un diametro di circa 20 cm, costruita intrecciando fili d'erba e fibre vegetali nel folto dell'erba alta o in un cespuglio: non di rado le coppie possono occupare nidi abbandonati di uccelli tessitori per nidificare.

La covata consta di 4-6 uova di colore bianco, che vengono covate alternativamente da ambedue i genitori (che però durante la notte riposano assieme all'interno del nido) per 11-12 giorni, al termine dei quali schiudono i pulli, ciechi ed implumi. Essi vengono accuditi da entrambi i genitori, che durante i primi giorni di vita li imbeccano unicamente con invertebrati, salvo poi passare ai semi germogliati: con questa dieta, i nidiacei sono pronti all'involo attorno ai 19 giorni di vita, salvo restare ancora nei pressi del nido per altre due settimane, prima di allontanarsene definitivamente.

## Distribuzione e habitat
Il codaceto è diffuso nel sahel ed in Africa centrale, dal Senegal al Corno d'Africa e a sud fino all'Uganda e al Gabon: la specie è stata inoltre introdotta alle Hawaii.
L'habitat di questi uccelli è rappresentato dalle praterie erbose secche, con presenza rada di cespugli o alberi: si adatta facilmente anche alla presenza umana, andando a colonizzare i terreni coltivati, i giardini ed i parchi cittadini.